# Прапатниця
Прапатниця (хорв. Prapatnica) — населений пункт у Хорватії, у Сплітсько-Далматинській жупанії у складі громади Сегет.

## Населення
Населення за даними перепису 2011 року становило 177 осіб.
Динаміка чисельності населення поселення:

## Клімат
Середня річна температура становить 13,04 °C, середня максимальна – 27,25 °C, а середня мінімальна – -0,31 °C. Середня річна кількість опадів – 804 мм.
| Клімат поселення                              | Клімат поселення | Клімат поселення | Клімат поселення | Клімат поселення | Клімат поселення | Клімат поселення | Клімат поселення | Клімат поселення | Клімат поселення | Клімат поселення | Клімат поселення | Клімат поселення | Клімат поселення |
| Показник                                      | Січ.             | Лют.             | Бер.             | Квіт.            | Трав.            | Черв.            | Лип.             | Серп.            | Вер.             | Жовт.            | Лист.            | Груд.            |                  |
| Середній максимум, °C                         | 8,96             | 9,34             | 12,23            | 15,85            | 20,83            | 24,72            | 27,25            | 27,04            | 22,30            | 17,69            | 12,53            | 9,67             |                  |
| Середня температура, °C                       | 4,32             | 4,71             | 7,58             | 11,21            | 16,20            | 20,08            | 23,24            | 23,02            | 18,28            | 13,68            | 8,51             | 5,65             |                  |
| Середній мінімум, °C                          | −0,31            | 0,07             | 2,95             | 6,58             | 11,54            | 15,44            | 19,23            | 19,00            | 14,28            | 9,67             | 4,50             | 1,65             |                  |
| Норма опадів, мм                              | 69               | 60               | 66               | 70               | 55               | 54               | 33               | 48               | 73               | 86               | 103              | 87               |                  |
| Середньомісячна швидкість вітру, м/с          | 3.16             | 3.36             | 3.40             | 3.22             | 2.85             | 2.55             | 2.55             | 2.46             | 2.77             | 2.94             | 3.52             | 3.53             |                  |
| Середньомісячна сонячна радіація, кДж/м²·день | 5501             | 8269             | 11905            | 16344            | 20383            | 22917            | 24283            | 21400            | 16044            | 10470            | 5886             | 4654             |                  |
| --------------------------------------------- | ---------------- | ---------------- | ---------------- | ---------------- | ---------------- | ---------------- | ---------------- | ---------------- | ---------------- | ---------------- | ---------------- | ---------------- | ---------------- |
| Джерело:                                      |                  |                  |                  |                  |                  |                  |                  |                  |                  |                  |                  |                  |                  |